# 紀真子
紀 真子（き の まこ）は、奈良時代の貴族。官位は従五位上・土佐守。この時代には珍しい「子」名の男性である。

## 経歴
光仁朝の宝亀9年（778年）正月、多治比人足・文室八島・三島大湯坐・阿倍石行・紀作良・紀家継らとともに正六位上から従五位下へ叙爵し、同年2月、紀犬養の後任の大蔵少輔に就任。その後、同11年（780年）3月、備後守、桓武朝の天応2年（783年）6月、正月王と官職を交替し、土佐守と地方官を歴任している。
延暦6年（787年）正月、文室久賀麻呂・阿倍弟当・藤原宗嗣とともに従五位上に昇叙している。

## 官歴
注記のないものは『続日本紀』による。
- 時期不詳：正六位上
- 宝亀9年（778年）正月16日：従五位下。2月23日：大蔵少輔
- 宝亀11年（780年）3月17日：備後守
- 天応2年（783年）6月21日：土佐守
- 延暦6年（787年）正月5日：従五位上